# Oskar i pani Róża
Oskar i pani Róża (fr. Oscar et la dame Rose) – powieść Érica-Emmanuela Schmitta wydana w 2002. Książka w Polsce została wydana w 2004 przez Społeczny Instytut Wydawniczy „Znak”.

## Fabuła
Książka przedstawia losy nieuleczalnie chorego na białaczkę chłopca. Każdego dnia odwiedza go Pani Róża, wolontariuszka, która za pomocą przedziwnych opowieści o legendarnych zapaśniczkach pomaga głównemu bohaterowi pogodzić się z nadchodzącą śmiercią. Wymyśla dla Oskara zadanie związane z tradycją jej kraju – pogoda każdego dnia od 19 grudnia oznacza pogodę danego miesiąca tj. pogoda 19 grudnia – styczeń, pogoda 28 grudnia – wrzesień. Chłopiec ma przeżywać każdy kolejny dzień tak, jakby było to 10 lat. Każdego dnia Oskar będzie pisać list do Boga, w którym przedstawi swoje wątpliwości i doświadczenia życiowe.

## Adaptacja teatralna
W 2005 roku polski reżyser Marek Piwowski dokonał w Teatrze Telewizji adaptacji tej powieści w spektaklu pt. Oskar.